# Valderrobres
Valderrobres (en catalan : Vall-de-roures ; en aragonais : Val de Robres) est une commune d’Espagne, dans la province de Teruel, communauté autonome d'Aragon comarque de Matarranya. Valderrobres appartient à l'association Les Plus Beaux Villages d'Espagne.

## Géographie
Valderrobres est traversé par une rivière, le Matarranya, un affluent de l'Èbre. Le Matarranya coupe le village d'environ 2 000 habitants l'hiver en deux. La partie plane du village sur la rive gauche constitue la partie moderne de Valderrobres, qui s'est beaucoup développée ces dernières années. L'autre partie du village est construite à flanc de colline et représente le cœur historique du village avec des rues étroites à fort dénivelé.

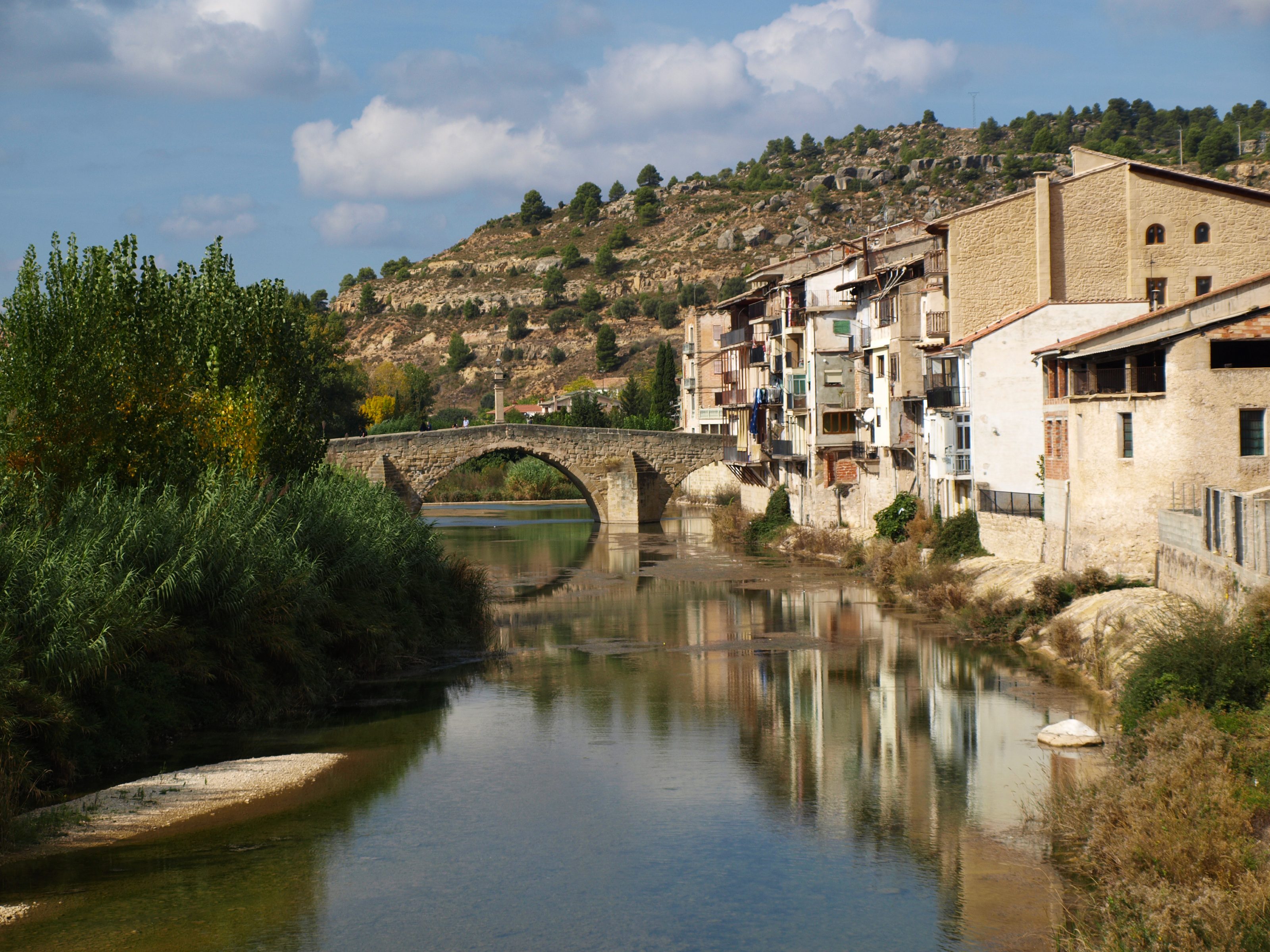

## Lieux et monuments
Le haut de la colline est occupé par le château datant du XIVe siècle et par une église datant du XIVe. La dalle du château offre une vue sur le village et ses environs.

## Vie locale
Les fêtes du village ont lieu chaque année pendant une semaine à la mi-août (entre le 14 et le 19 août) en l'honneur de Saint Roch (San Roque - 16 août), saint patron protecteur des épidémies.